# Carl von Lindecreutz
Carl Gustaf Reinhold von Lindecreutz, född 4 augusti 1808 i Stockholm, död där 26 september 1881, var en svensk militär.
Carl von Lindecreutz var son till Justus Christopher von Lindecreutz och Maria Nilsson. Han blev kadett vid Krigsakademien på Karlberg 1822, utexaminerades 1825, blev fänrik vid Andra livgardet samma år, löjtnant där 1830, förste adjutant 1835, kapten 1841, sekundmajor 1851, överstelöjtnant och premiärmajor 1854, överste i armén 1858 samt överste vid Andra livgardet 1861. von Lindecreutz var 1861–1866 sekundchef vid Andra livgardet, 1866 blev han generalmajor i armén och generalbefälhavare i Femte militärdistriktet. År 1874 erhöll han avsked från generalbefälet. von Lindecreutz blev adelsman vid äldre broderns död 1880 och avled själv barnlös och slöt därmed sin ätt på svärdssidan. Han blev 1849 riddare, 1864 kommendör och 1874 kommendör med stort kors av Svärdsorden och 1873 kommendör av Sankt Olavs orden.